# جون غراهام (ضابط)
جون غراهام (بالإنجليزية: John Graham)‏ (و. 1778 – 1821 م) هو ضابط من المملكة المتحدة لبريطانيا العظمى وأيرلندا، ومملكة بريطانيا العظمى، ولد في دندي، توفي عن عمر يناهز 43 عاماً.

## الخدمة العسكرية
خدم في الجيش البريطاني.